# Hans Wilhelm Vitzthum von Eckstädt
Hans Wilhelm Vitzthum von Eckstädt (* 22. April 1604 in Rudolstadt; † 5. Februar 1660 in Oldenburg (Oldb)) war ein deutscher Hofbeamter, Kammerrat, Hofmeister und zuletzt Landdrost der Grafschaft Oldenburg.

## Leben
Hans Wilhelm Vitzthum von Eckstädt stammte aus der gräflichen Linie des Thüringer Adelsgeschlechts Vitzthum. Die Vorfahren seiner Linie waren Anfang des 15. Jahrhunderts in die Dienste der Grafen von Schwarzburg getreten. Er war der älteste Sohn des bei Rudolstadt begüterten Georg Eberhard von Vitzthum († um 1638) und dessen zweiter Ehefrau Elisabeth geb. von Arnstadt (1575–1614). Er wurde zunächst durch Hauslehrer unterrichtet und erhielt danach zunächst am Hof des Bistums Halberstadt die übliche Erziehung zum Pagen. Anschließend setzte er seine Erziehung bei dem Grafen Ludwig Friedrich von Reuß-Lobenstein fort. Vitzthums Familie stand durch verschiedene Verpfändungsgeschäfte eng mit der Familie Reuß-Lobenstein in Kontakt.
1621 nahm Vitzthum als Fahnenjunker bei den Truppen des Grafen von Hohenlohe am Böhmisch-pfälzischen Krieg teil und kämpfte unter anderem 1622 in der Schlacht bei Wimpfen. 1625 kehrte er in seine Heimat zurück und heiratete zum ersten Mal, seine Frau starb allerdings bei der Geburt eines Sohnes im August 1628. Noch im gleichen Jahr ließ er sich bei den kaiserlichen Truppen, deren Offiziersstellen auch Protestanten offenstanden, anwerben. 1629 diente er als Jägermeister in dem von Graf Philip Moritz von Hanau aufgestellten Regiment. In der Folge wurde Vitzthum erneut Offizier, brachte es aber nur zu dem bescheidenen Rang eines Hauptmanns und Rittmeisters, da ihm für den weiteren Aufstieg die Geldmittel für die Aufstellung eines eigenen Regiments fehlten. 1634 gab er den Dienst auf, heiratete zum zweiten Mal und kehrte auf das Gut Schaala bei Rudolstadt zurück, das er inzwischen geerbt hatte. Im folgenden Jahr trat Vitzthum in den Dienst des Grafenhauses von Oldenburg. Der Kontakt dorthin war durch verwandtschaftliche Beziehungen zwischen dem Oldenburger und den Schwarzburger Grafenhäusern zustande gekommen, da die Oldenburger den ansässigen Adel systematisch verdrängt hatten und bei der Besetzung von Hof- und Staatsämtern auf auswärtige Adlige zurückgriffen. 1635 ernannte Graf Anton Günther Vitzthum zum Hofmeister, wobei ihm hierbei die Hofverwaltung und die unmittelbar der Versorgung des Hofes dienenden Güter unterstanden. Weiterhin wurde er aber auch zu mehreren diplomatischen Missionen und zu Tätigkeiten der inneren Verwaltung der Grafschaft herangezogen. 1658 übernahm Vitzthum das Amt des Landdrosten von Oldenburg und war damit der oberste Beamte der Grafschaft, dessen Position der eines leitenden Ministers späterer Zeit gleichkam. Nach seinem Tod 1660 wurde Sebastian Friedrich von Kötteritz sein Amtsnachfolger.

## Familie
Vitzthum war dreimal verheiratet. Am 25. März 1625 heiratete er Johanne Adelheid von und zu Rückingen (1598–1628). Nach ihrem frühen Tod im Kindsbett heiratete er am 25. Februar 1634 Anna Sibylle geb. von Marschalck (1595–1638), die in erster Ehe mit Sigmund von Berga verheiratet gewesen war. Am 19. Juli 1640 verheiratete sich Vitzthum mit der oldenburgischen Kammerzofe Clara Catharina von Zetteritz (1608–1658), Tochter des fürstlich braunschweigischen Hofmeisters Johann Georg von Zetteritz. Er hatte insgesamt sechs Kinder, von denen Heinrich Ernst (ca. 1635–1688) braunschweigisch-lüneburgischer Oberstleutnant und Kommandant von Hann. Münden wurde. Durch seine Heirat mit Catharina von Wolzogen wurde Matthias von Wolzogen, der Direktor des oldenburgischen Geheimen Rats, sein Schwiegervater.